# Дајагонал (Ајова)
Дајагонал (енгл. Diagonal) град је у америчкој савезној држави Ајова. По попису становништва из 2010. у њему је живело 330 становника.

## Демографија
Према попису становништва из 2010. у граду је живело 330 становника, што је 18 (5,8%) становника више него 2000. године.
| Група             | 2000.        | 2010.       |
| Белци             | 312 (100.0%) | 323 (97,9%) |
| Афроамериканци    | 0 (0,0%)     | 1 (0,3%)    |
| Азијати           | 0 (0,0%)     | 0 (0,0%)    |
| Хиспаноамериканци | 0 (0,0%)     | 0 (0,0%)    |
| Укупно            | 312          | 330         |